# Meura
Meura (lokal auch de Meire genannt) ist eine Gemeinde im Landkreis Saalfeld-Rudolstadt in Thüringen.

## Geografie
Meura liegt im Thüringer Schiefergebirge, in einer Höhenlage von 500 – 700 m ü. NN, am Hang des Sorbitztales im Naturpark Thüringer Wald. Die Gemeinde gehört der Verwaltungsgemeinschaft Schwarzatal an, die ihren Verwaltungssitz in der Stadt Schwarzatal hat.

## Ortsname
Der Name „Meura“ ist von „mûra“ bzw. „muere“ (den althochdeutschen Bezeichnungen für „Mauer“) abgeleitet. Es wird vermutet, dass ein enger Zusammenhang zu den in der Nähe liegenden Meurasteinen besteht. Die Felsen ragen mauerartig am Gebirgshang empor und bilden eine natürliche Abgrenzung zum Schlagetal.
Eine weitere Namensdeutung wird auf die Lage der Gemeinde zurückgeführt: In den vergangenen Jahrhunderten wurde Meura als Grenzort bezeichnet. Die Gemarkungsgrenze im Süden und Osten der Gemeinde bildete eine territoriale und politische Mauer zu anderen Landesherren.

## Geschichte
Im Jahre 1370 wurde Meura als Meire erstmals urkundlich erwähnt. Zur Markung des Ortes zählten insbesondere ausgedehnte Wäldereien, so dass im 17. und 18. Jahrhundert der Holzhandel der bestimmende Erwerbszweig war, außerdem auch der Olitätenhandel. Auch Bergbau wurde in geringem Umfang betrieben. In Anwendung naturwissenschaftlicher Erkenntnisse, insbesondere des Wissens um die Heilkräfte natürlicher und pflanzlicher Rohstoffe, waren 1762 im Ort 45 Olitätenhändler, 13 Betreiber von „Brandewein-Blasen“, 6 Laboranten und ein Apotheker tätig.
1812 wurden 606 Einwohner gezählt. In der Mitte des 19. Jahrhunderts kam es verstärkt zur Auswanderung nach Amerika. Seit 1930 wurde der Ort zum Ziel von Fremdenverkehr, seit den 1960er Jahren bis 2015 war Meura ein staatlich anerkannter Erholungsort.
Der Ort zählte zum Fürstentum Schwarzburg-Rudolstadt (Oberherrschaft), seit 1920 zum Kreis Rudolstadt, seit 1952 zum Kreis Neuhaus und seit der Kreisreform 1994 zum Landkreis Saalfeld-Rudolstadt.
Zu DDR-Zeiten hatte Meura die Postleitzahl 6421.

## Kirche
Die evangelische Kirchengemeinde Meura gehört zum Kirchspiel Döschnitz-Lichte mit den Kirchengemeinden Döschnitz, Meura, Sitzendorf, Unterweißbach, Schwarzburg, Lichte-Wallendorf, Piesau und Schmiedefeld.
Pfarstelleninhaber sind seit 1995 Gerd und Esther Fröbel, eine Tochter von Oskar Brüsewitz.

## Politik

### Gemeinderat
Der Rat der Gemeinde Meura besteht aus 6 Ratsfrauen und Ratsherren. Seit der Gemeinderatswahl am 26. Mai 2019 hat er folgende Zusammensetzung:
- Freie Wähler Meura: 3 Sitze
- SPD/Freie Liste: 2 Sitze
- Förderverein „Fribbchen“: 1 Sitz

### Bürgermeister
Die ehrenamtliche Bürgermeisterin Katrin Amberg wurde am 25. April 2021 gewählt.

### Wappen
Das Wappen wurde am 24. Januar 1995 durch das Thüringer Landesverwaltungsamt genehmigt.
Blasonierung: „Halbgeteilt und gespalten; oben vorn in Grün eine goldene Arnikablüte, unten vorn von Gold und Grün durch Spitzenschnitt geteilt, hinten in Gold eine halbe grüne Linde am Spalt.“
Das Wappen wurde vom Heraldiker Frank Diemar gestaltet.

## Kultur und Sehenswürdigkeiten

### Sehenswürdigkeiten
- Die Angerlinde in der Ortsmitte ist ein Relikt der mittelalterlichen Gerichtsbarkeit.
- Die Dorfkirche wurde 1731 errichtet und weist eine Innenbemalung im Stil des Barock auf. → Hauptartikel: Dorfkirche Meura

### Regelmäßige Veranstaltungen
- Maifeuer mit Fackelumzug durch das Dorf
- Traditionskirmes in Meura
- Große Sommer Haflinger Gestütsparade

## Wirtschaft und Infrastruktur

### Haflingergestüt Meura

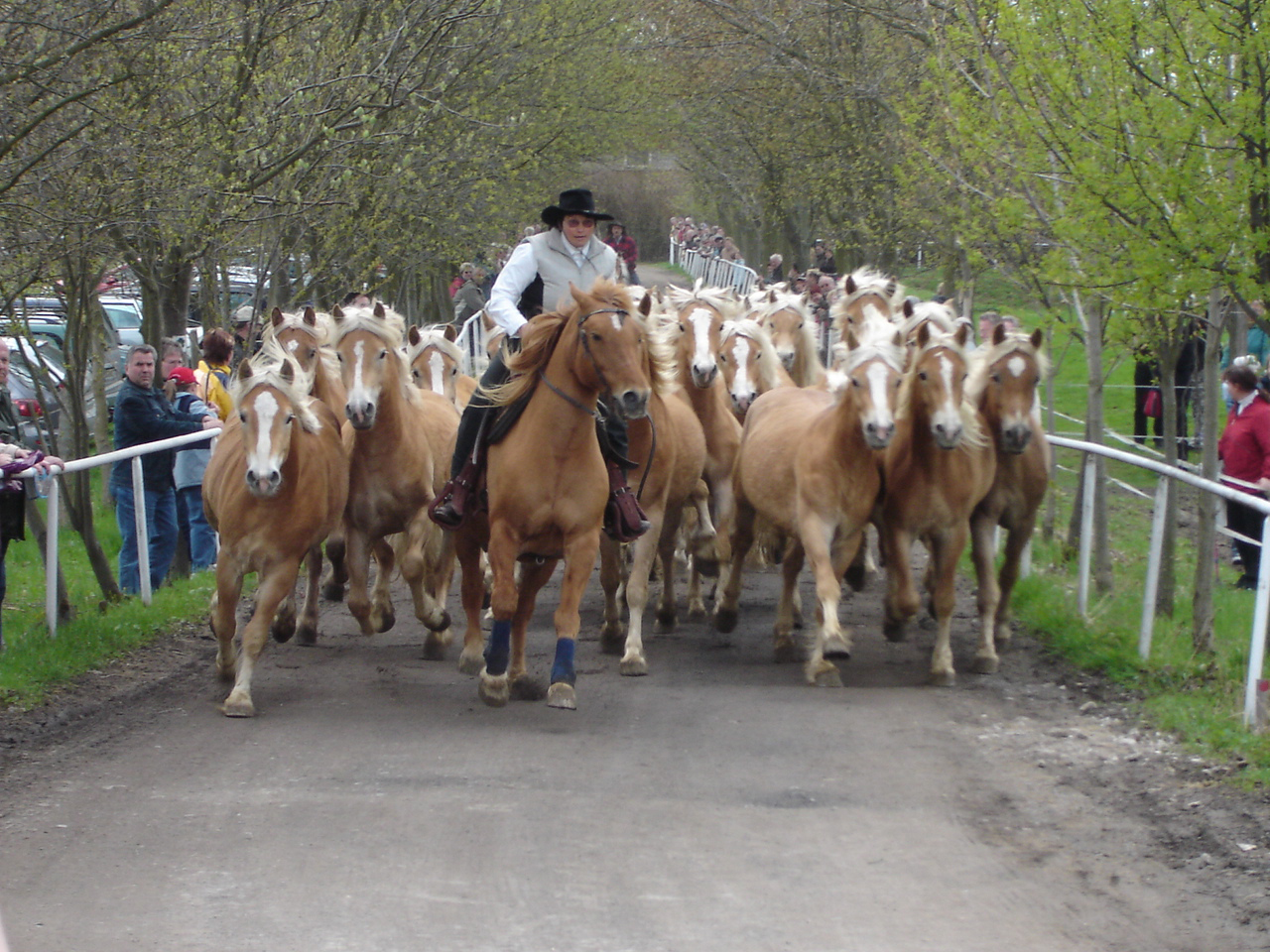
Weideauftrieb im Haflingergestüt

In Meura befindet sich seit vielen Jahren das größte Haflingergestüt Europas. Auf einer 3,5 Hektar großen Gesamtfläche werden über 350 Pferde gezüchtet, wofür im Sommer auch umfangreiche Weideflächen auf brachen Ackerterrassen auf den Hochflächen des Thüringer Schiefergebirges in einem Umkreis von etwa 15 km um das Gestüt genutzt werden.
Gegründet wurde das Haflinger Gestüt Meura im Jahr 1969 als staatlich anerkannter Haflingerzuchtbetrieb der Deutschen Demokratischen Republik. 1976 wurde es volkseigenes Gut. Bis 1990 wurde es von Dr. Siegfried Sendig (* 27. Januar 1935; † 21. August 2011) geleitet. Seit 1993 ist das Gestüt Familienbetrieb der Familie Sendig, durch die Deutsche Reiterliche Vereinigung (FN) anerkannt, anerkannter Ausbildungsbetrieb und zertifizierter familienfreundlicher Reiterhof und seit 1992 Stutenleistungsprüfungsstation im Auftrag der Thüringer Landesregierung. Daneben ist das Gestüt ein anerkannter Betrieb zur Gewinnung von Stutenmilch und von kosmetischen Produkten auf der Grundlage von Stutenmilch.
Bekannt wurde das Gestüt durch die Veredelung schwerer, für den Neuaufbau der Landwirtschaft nach dem Zweiten Weltkrieg  importierter Haflinger zum vielseitigen sportlichen Kleinpferd. Durch die zunehmende Motorisierung der Landwirtschaft waren einerseits Wirtschaftskleinpferde als Arbeitstiere überflüssig geworden, während andererseits der Reitsport populärer wurde. Im Rahmen einer Zuchtbuchumstellung 2006–2007 schloss sich das Gestüt dem Zuchtbuch und dem Stutbuch der neuen Rasse Edelbluthaflinger und der Interessengemeinschaft Edelbluthaflinger an. Heute werden in Meura moderne Kleinpferde gezüchtet, die im Dressurreiten, Springreiten, Fahrsport oder Freizeitreiten eingesetzt werden können und die je nach Blutanteil zur Rasse Haflinger oder zur Rasse Edelbluthaflinger gezählt werden.